# Fumariaceae
Las fumariáceas (Fumariaceae) son una familia de plantas Eudicotiledóneas, que fue reconocida en sistemas de clasificación clásicos como el de Cronquist (Cronquist 1981, 1988), pero hoy (como en APG de 1998, su sucesor APG II del 2003 
, y el constantemente actualizado APW 
)se prefiere ver como la subfamilia Fumarioideae de la familia Papaveraceae . Ver Taxonomía de Papaveraceae para más información.
Incluye populares plantas de jardín, como 
- Adlumia fungosa
- Corydalis solida
- Lamprocapnos spectabilis, "Corazón Sangrante"
- Fumaria officinalis, "Sangre de Cristo"

En esa familia hay muchas plantas tratadas como de la Familia Hypecoaceae con una docena y media de géneros y varias centenas de especies, originarias del Hemisferio Norte y de Sudáfrica.  